# Dorian Andronic
Dorian Andronic (n. 16 octombrie 1989, Suceava, România) este un jucător de fotbal român retras din activitate. A jucat în prima ligă românească pentru FC Vaslui. A debutat în Liga I la data de 5 martie 2007 împotriva Stelei București.

## Titluri
| Sezon | Club      | Titlu               |
| ----- | --------- | ------------------- |
| 2008  | FC Vaslui | Cupa UEFA Intertoto |